# زينب فاضل أوغلو

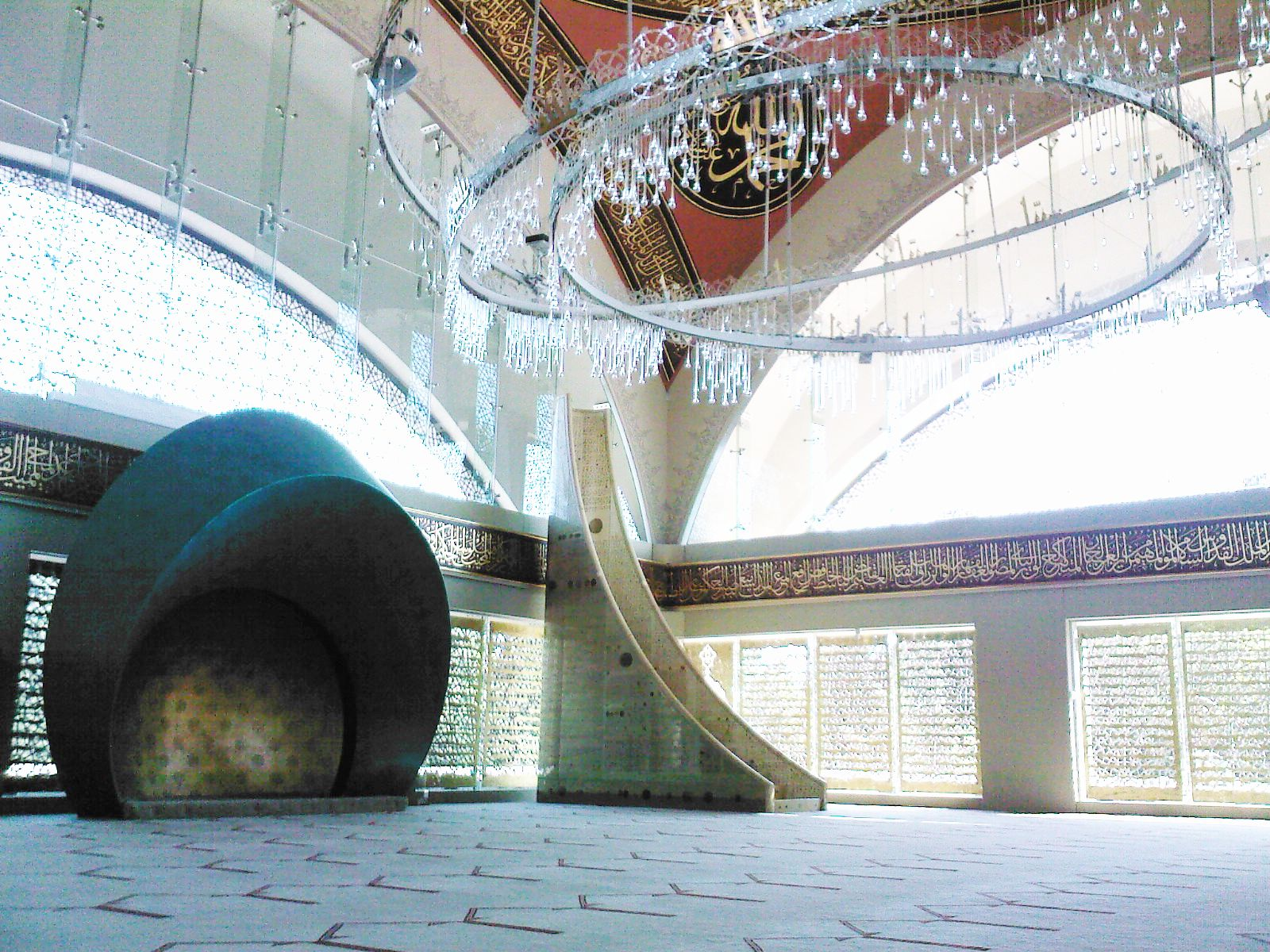
مسجد الشاكرين, في اسطنبول: تصميم زينب فاضل أوغلو سنة (2009)

زينب فاضل أوغلو (بالتركية: Zeynep Fadıllıoğlu)‏ مهندسة معمارية وصاحبة شركة للعمارة والتصميم الداخلي في تركيا. ولدت في مدينة إسطنبول سنة 1955 ، قامت سنة 2009 بتصميم جامع الشاكرين الواقع في اسطنبول، وهي بذلك تكون أول إمراة تقوم بتصميم مسجد. 

## السيرة الذاتية
درست زينب فاضل أوغلو علم الحاسوب بجامعة ساسكس البريطانية ومعهد مراقبة البيانات سنة 1978 . أبدت اهتمامها بالتصميم الداخلي حيث أنهت دورة تعليمية في تاريخ الفن والتصميم بمدرسة انشبلد للتصميم بلندن. قامت بتصميم 20 مؤسسة قبل أن تقوم بتأسيس شركتها الخاصة زينب ديزاين أو زي أف للتصميم حيث استطاعت إنجاز أكثر من 140 مشروع مع فريق يضم 18 موظفا.
حصلت شركة زينب فاضل أوغلو على ترخيص في كل من قطر وهولندا والهند وتركيا.وفضلا عن عملها في التصميم والديكور، تعمل زينب فاضل أوغلو كمدرسة في جامعة بيلجي في إسطنبول.

## الجوائز
تلقت زينب فاضل أوغلو العديد من الجوائز  من بينها:
- جائزة أندرو مارتن لأفضل مصمم سنة (2002)
- جائزة التصميم الحديث.
- جائزة التصميم والديكور (لندن، 2005)